# Tsrkvino
Tsrkvino (en macédonien Црквино) est un village du centre de la Macédoine du Nord, situé dans la municipalité de Vélès. Le village comptait 363 habitants en 2002.

## Démographie
Lors du recensement de 2002, le village comptait :
- Bosniaques : 336
- Albanais : 25
- Macédoniens : 2